# Zenové z Dannhausenu
Zenové z Dannhausenu (něm. Zeno von Dannhausen, Zeno von Dannhaus či Zeni von Dannhausen) byli moravský rytířský rod, jehož členové se uplatnili především v církevních službách. Po meči rod vymřel na přelomu 18. a 19. století.

## Historie

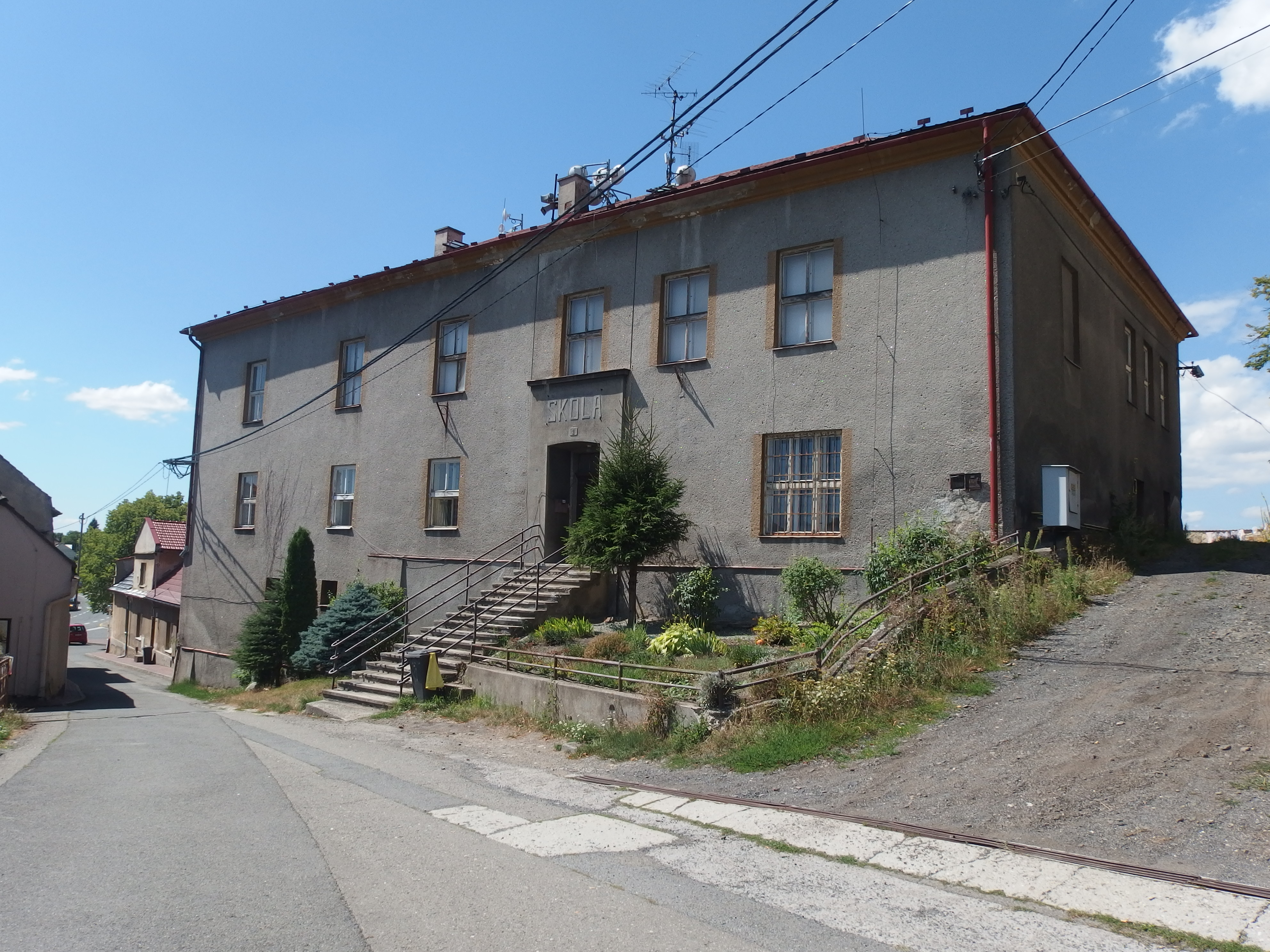
Zámek ve Starém Jičíně (okr. Nový Jičín) sloužil od poloviny 20. let 18. století jako hlavní sídlo rodu

Rod pocházel patrně z Benátska a dne 1. června 1694 byl Georg Zeno povýšen císařem Leopoldem I. do rytířského stavu. O jedenáct let později (9. května 1705) byl pak společně se synovcem Kašparem Antonínem († 1738) uveden mezi starožitné rytíře; tehdy obdrželi přídomek „z Dannhausenu“ a rovněž moravský inkolát, díky kterému Kašpar Antonín zakoupil v roce 1706 od Marie Terezie z Ditrichštejna za 97 500 zlatých severomoravské panství Starý Jičín s hradem a vesnicemi Hostašovicemi, Hůrkou, Janovicemi, Jičinou, Kojetínem, Loučkou, Palačovem, Petřkovicemi, Porubou, Starojickou Lhotou, Straníkem a Vlčnovem. Kariérně se uplatnil jako vojenský rada olomouckého biskupa Karla Josefa Lotrinského (episkopát 1695–1711) a přísedící královského soudu v Brně. Sídlil na hradě ve Starém Jičíně a v letech 1722–1726 nechal na úpatí hradního kopce zbudovat nový barokní zámek, obklopený nevelkou francouzskou zahradou a při místním farním kostele sv. Václava dal postavit rodovou hrobku. V Loučce u Starého Jičína pak nechal v roce 1715 vztyčit sousoší sv. Rocha a sv. Šebestiána, upomínající na konec epidemie moru. Patřil mezi dobrodince trinitářského kláštera v Zašové u Valašského Meziříčí a roku 1722 zřídil fundaci ve výši 2 000 zlatých, z nichž měl být v Zašové vydržován jeden kněz. Zemřel v roce 1738 a jeho dědictví se ujali synové Karel Antonín (narozen 1713), Václav (1715–1761), Jan Jiří (1716–1754) a Šebestián (1723–1774). Majetkově zajištěné byly i Kašparovy dcery Marie Antonie (provdaná Matyášovská z Matyášovic; nar. 1706) a Anna Josefa (prov. z Fragsteinu; nar. 1709), které coby dědictví po matce Rosalii Ludovice ze Scherzu († 1710) držely mezi roky 1723–1730 panství Spálov.

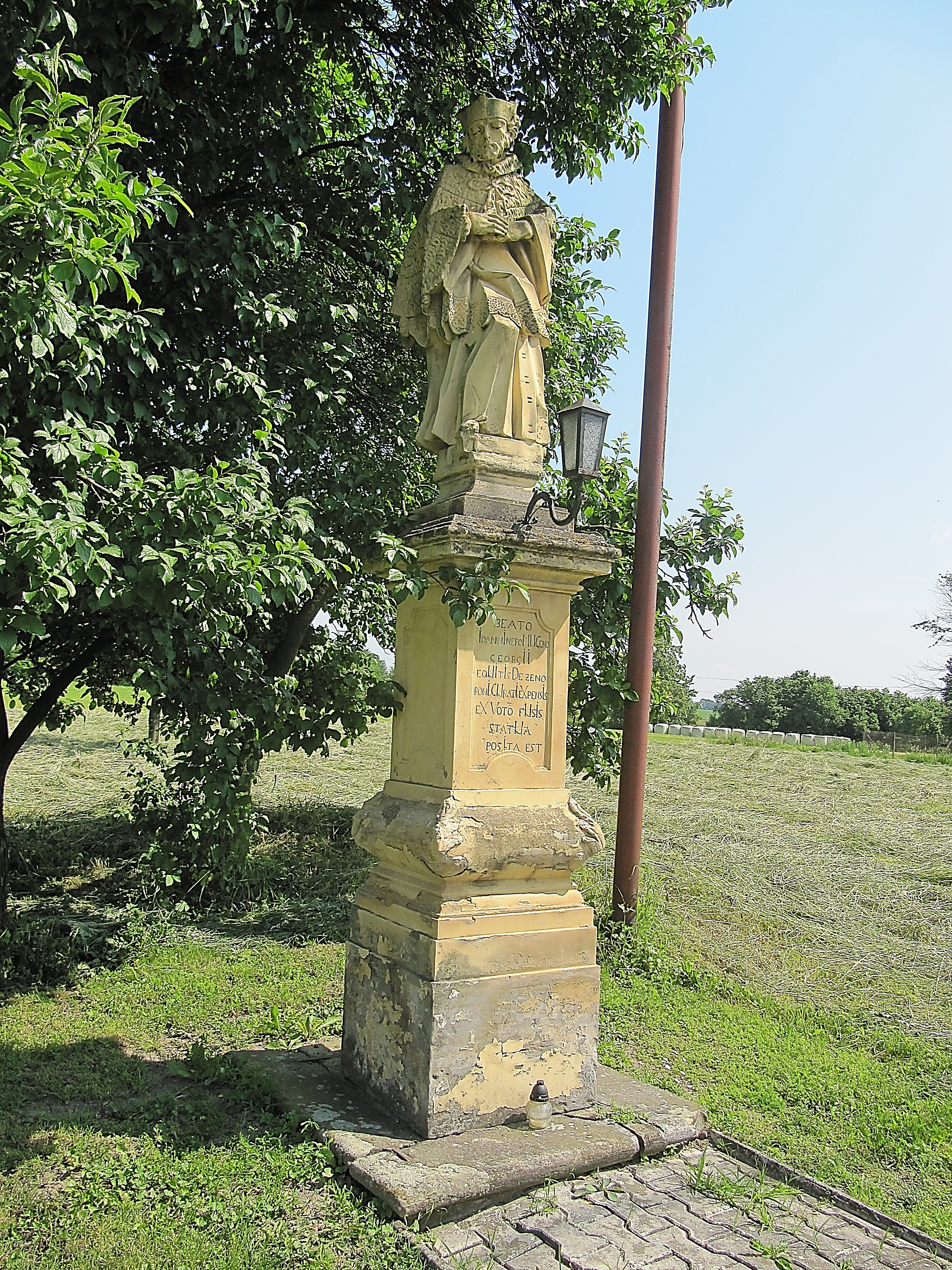
Socha sv. Jana Nepomuckého v Mankovicích (1746) byla vztyčena na památku působení zdejšího faráře Jana Jiřího rytíře Zena z Dannhausenu

Nejstarší z Kašparových synů, Karel Antonín Zeno z Dannhausenu, sloužil v armádě a v letech 1747–1749 vlastnil panství Vícemilice (okr. Vyškov). Václav studoval práva na jezuitské univerzitě v Olomouci, Jan Jiří se stal římskokatolickým duchovním, Šebestián obdržel post císařského rady a v 50. až 70. letech 18. století působil jako přísedící moravského zemského soudu. Panství Starý Jičín převzal v říjnu 1745 Jan Jiří, který od roku 1741 vypomáhal v duchovní správě ve Starém Jičíně a zároveň byl farářem v Mankovicích a Vražném. Dochovanou památkou na Janovo působení v Mankovicích je socha sv. Jana Nepomuckého, která byla vztyčena roku 1746 na rytířovu počest. Po jeho smrti v roce 1754 panství připadlo Václavovi Zenovi z Dannhausenu, jenž se však nikdy neoženil a zemřel bezdětný v listopadu 1761. Zadlužený statek poté připadl Šebestiánovi Zenovi z Dannhausenu, který jej roku 1772 prodal za 220 000 zlatých Kristiánovi Augustovi hraběti Seilern-Aspang (1717–1781), avšak prodej nebyl pro administrativní komplikace dokončen. K definitivnímu odprodeji Starého Jičína Seilernovi došlo v červenci 1780 za Karla Antonína Zena z Dannhausenu, jenž si spolu s neprovdanou sestrou Maxmiliánou Zenovou z Dannhausenu (nar. 1729) a švagrovou Marií Wiplarovou z Ušic vymínil roční peněžitou rentu.
K dalším členům rodu patřil Karel Šebestián Zeno z Dannhausenu († 1746), farář v Libavé (1707–1715) a Budišově nad Budišovkou (od roku 1715). Rovněž katolickým duchovním byl Jan Vilém Zeno z Dannhausenu, farář v Kujavách (1747–1751) a Libavé (1751–1759). Císařský rada František Josef Zeno z Dannhausenu (1690–1742) byl profesorem práva a roku 1726 byl jmenován rektorem na univerzitě v Innsbrucku.

## Erb

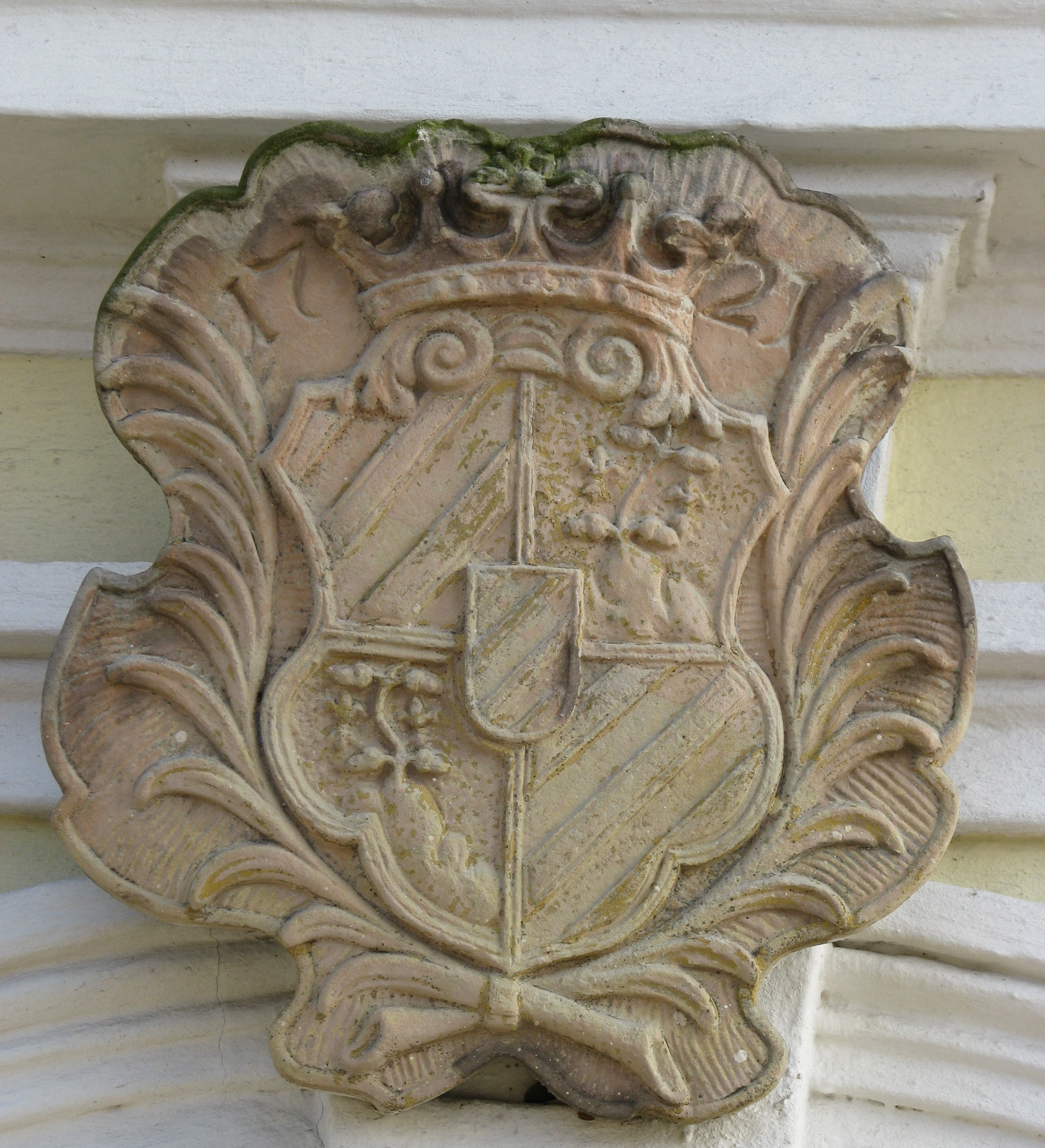
Erb Kašpara Antonína Zena z Dannhausenu nad portálem kostela sv. Václava ve Starém Jičíně

Původní rodový erb z roku 1694 měl podobu čtvrceného štítu se zlato-černě šikmo děleným srdečním štítkem. První a čtvrté pole štítu bylo rovněž zlato-černě šikmo dělené a ve druhém a třetím poli byl zelený dubový stromek, rostoucí ze zeleného trojvrší, dole provázený dvěma stříbrnými přepásanými liliemi. Štít kryl turnajový helm se zlatou listovou korunkou, přikryvadla byla vpravo zlato-černá a vlevo stříbrno-červená. V klenotu býčí rohy (pravý dělený černozlatě, levý červenostříbrně), mezi nimi stříbrný rozkřídlený anděl, držící ve své pravé ruce tři stříbrné lilie. Při uvedení Zenů do starožitného rytířského stavu v roce 1705 byl přidán ještě jeden turnajový helm se zlatou listovou korunkou, červeno-stříbrnými přikryvadly a zlatým rostoucím lvem v klenotu.

## Sídla a panství
V průběhu dějin jim patřila panství:
- Spálov (1723–1730)
- Starý Jičín (1706–1772 a 1776–1780)
- Vícemilice (1747–1749)